# Crédit maritime
Le Crédit maritime est une banque française présente sur tout le littoral français aussi bien en métropole que dans les territoires d'outre-mer. Depuis 2003 il est affilié à la Banque populaire puis de BPCE Caisses d’épargne Banque populaire en 2009.

## Historique
Le Crédit maritime trouve son origine dans une loi du 23 avril 1906, par la suite remodelée par divers textes légaux et réglementaires. Auparavant, dès 1904, les pêcheurs du sud du Finistère avaient commencé à organiser un crédit maritime pour tenter de faire face à la crise de la sardine, particulièrement dans les ports du Pays bigouden.
Dès 1913, le législateur lui a assigné la mission de faciliter les activités liées à la pêche et à la conchyliculture, se faisant l’écho de la volonté des artisans de financer dans un esprit de solidarité le secteur de la pêche et des cultures marines.
Au fil du temps, ses activités bancaires se sont développées au service de l’ensemble de la filière, et notamment des coopératives maritimes, des associations et des mutuelles, pour devenir un banquier de plein exercice pour tous les acteurs de l’économie du littoral, et un acteur lui-même incontournable de la vie économique des villes portuaires.[réf. nécessaire]
Siégeant au sein de la Coopération Maritime, qui regroupe l’ensemble des mutuelles d’assurance, des coopératives et des établissements du Crédit maritime, il est un relais privilégié de la politique des pêches. À ce titre, il est l’unique financeur à taux bonifiés des investissements réalisés dans le cadre des circulaires interministérielles.[réf. nécessaire]
Devenu une banque à part entière, il finance également la plaisance et l’hôtellerie de plein air, et plus généralement l’économie du littoral.[réf. nécessaire]
Il s’est affilié à la Banque fédérale des Banques populaires (BFBP) le 10 janvier 2003, et a décidé le 19 octobre 2004 de l’adossement des caisses régionales de Crédit maritime aux Banques populaires régionales de leur territoire. BPCE Caisses d’épargne Banque populaire, nouvel organe central créé par la loi n° 2009-715 du 18 juin 2009 s’est substitué à la BFBP.

### Identité visuelle (logo)

Logo du Crédit maritime jusqu’en 2009
Logo du Crédit maritime depuis 2009

## Organisation

### Six caisses régionales
• Cinq en métropole, couvrant les départements littoraux, et une en Outre-mer, couvrant les départements de Guadeloupe, Martinique et Réunion. 
• Un GIE de traitement administratif, le GIE Crédit maritime Grand Ouest, situé à Quimper.

### La Société Centrale de Crédit maritime
C'est la structure faîtière du Groupe, interface vis-à-vis de BPCE. À ce titre, elle coordonne les chantiers nationaux, effectue le reporting du Groupe et gère les relations institutionnelles.

### La Fédération Nationale du Crédit maritime
Elle assure la représentation politique du réseau, la politique sociale (Convention Collective), et la formation des Administrateurs des Caisses Régionales.